# Lymantria lapidicola
Lymantria lapidicola este o specie de molii din genul Lymantria, familia Lymantriidae, descrisă de Herrich-schäffer 1852 Conform Catalogue of Life specia Lymantria lapidicola nu are subspecii cunoscute.